# 德國中央合作銀行
德國中央合作銀行（英語：DZ Bank），以資產計算為德國第二大銀行，包含800間合作銀行，共8,500間分行。在人民銀行和國民銀行網絡之中，德國中央合作銀行既是中央機構，又是企業和投資銀行。

## 外部連結
- 官方网站
- 有关Preußische Zentralgenossenschaftskasse在德国经济学中央图书馆（ZBW）20世纪新闻档案中的Documents and clippings about。
- Annual Report - DZ BANK Group （页面存档备份，存于）